# Persone
Persone est un groupe de rock suédois, originaire de Stockholm, chantant en espéranto. Le groupe est formé en 1986 lors du premier Kultura Esperanto-Festivalo. Les membres du groupe changent en 1990. Le nom Persone est, suivant une tradition remontant à Amplifiki, un jeu de mots entre person-e (« personnellement ») et per-son-e (« par le son »).
Comme d'autres groupes espérantistes, il fait de nombreux concerts lors des rencontres de jeunes espérantistes comme l'Internacia Junulara Festivalo, l'Internacia Junulara Kongreso ou l'Internacia Junulara Semajno. En touchant à beaucoup de styles musicaux, de la cassette 62 minutoj en 1987 au CD rock …sed estas ne (1999) en passant par le disque acoustique Sen (2002). Le groupe montre à travers ses cinq albums l'étendue de son registre.

## Biographie
Le groupe est formé en 1986 lors du premier Kultura Esperanto-Festivalo (festival culturel espéranto). L'idée d'un groupe et de son nom émerge de Borje Lund ; le nom provient d'un simple jeu de mots entre person-e (« personnellement ») et per-son-e (« par le son »). Le groupe fait participer Martin Wiese,, Bertilo Wennegren et Per Ola Axelsson. Leur première session a lieu le 7 mars 1986 et les sessions restantes le 9 mai de la même année dans une maison à Stockholm ; le concert au Kultura Esperanto-Festivalo a lieu le 17 mai dans la même ville, qui est bien accueilli par le public. Dès ce moment, le groupe décide de continuer.
À cette période, Borje Lund joue de la basse, Martin Wiese de la guitare, Bertilo Wennegren de la batterie et Per Ola Axelsson du saxophone. C'est avec cette formation que Persone publie en 1987 son premier album, intitulé 62 Minutoj, qui comprend douze morceaux, tous électriques. Au cours de cette année, le groupe visite la Pologne et y joue huit concerts. En 1988, la formation du groupe change, avec l'arrivée de Benedikte Weinreich aux claviers, et quelques mois plus tard, le départ de Per Ola Axelsson. Cette nouvelle formation en quatuor dure environ un an, au cours duquel ils donnent des concerts à Zagreb et en Croatie, et au Kultura Esperanto-Festivalo, cette fois organisé à Lund, en Suède. 
En 1989, Benedikte Weinreich quitte le groupe, et laisse un trio composé de Borje Lund, Martin Wiese et Bertilo Wennegren. Au cours de cette année, le seul concert donné est celui du Congrès International de la Jeunesse (Internacia Junulara Kongreso) à Kerkrade, aux Pays-Bas. À la fin de l'année, Borje Lund, qui avait déjà cessé de vivre à Stockholm comme les autres, décide finalement de quitter le groupe. Par conséquent, en 1990, ils sont rejoints par Anders Grop, que Martin Wiese avait connu il y a quelque temps, en tant que bassiste. Cette formation sera définitive jusqu'à sa séparation en 2002. 
En 1991, le nouveau Persone publie son deuxième album, intitulé En la spegulo, qui comprend neuf chansons uniquement électriques. En 1994, le groupe revient donner des concerts, à cette occasion au Festo de Stokholmaj Esperanto-Kluboj de Stockholm, dans lequel il interprète pour la première fois des chansons autant électriques, comme ils sont devenus habituels, qu'acoustiques, sans batterie, formule qui, à partir de ce moment, se répétera à tous les concerts et albums.
Enfin en 1996, leur troisième album, Povus esti simple, est publié pour la première fois sous la forme de CD, lesp récédents ayant été publié sous format cassette audio.
En 2002, Persone publie son cinquième et dernier album, Sen. L'album est acoustique dans sa quasi-totalité. Par la suite, le groupe est mis en sommeil. Martin Wiese publiera son premier album solo, intitulé Pli ol nenio en 2007.

## Membres

### Derniers membres
- Anders Grop - guitare basse, voix accompagnement (dans l'album acoustique : contrebasse, voix)
- Martin Wiese - guitare électrique, voix (dans l'album acoustique : guitare, voix)
- Bertilo Wennergren - percussions, voix accompagnement (dans l'album acoustique  guitare, voix)

### Anciens membres
- Per Ola Axelsonn - saxophone
- Borje Lund - guitare électrique
- Benedikte Weinreich - synthétiseur

## Discographie

### Compilations
- Vinilkosmo-kompil' 1 (1995) contient la chanson Reĝoj de cindro du groupe.
- Vinilkosmo-kompil' 2 (1996) contient la chanson Vivo duras sed vi molas de Martin.